# Arch Linux
Arch Linux je distribucija Linux, ki je enostavna za uporabo za napredne uporabnike. Uporablja slog BSD konfiguracijske datoteke in temelji na dvojiških paketih. Arch Linux je uradno namenjen uporabi na platformi x86-64, obstajajo pa tudi neuradne različice za i686 in ARM. Arch Linux je zasnoval Judd Vinet, ki je upravljal projekt do leta 2007, ko je od njega odstopil zaradi pomanjkanja časa. Trenutni vodja projekta je Aaron Griffin. Arch Linux ne pozna različic v pravem pomenu besede. Uporabnik lahko ves sistem kadarkoli nadgradi z najnovejšimi paketi z enostavnim ukazom. Uporabnik pri namestitvi sam izbira, katere pakete bo namestil. Zaradi tega je sistem odziven in dobro deluje tudi na nekoliko starejših računalnikih.  